# Víctor Aristizábal
Víctor Aristizábal (* 9. Dezember 1971 in Medellín) ist ein ehemaliger kolumbianischer Fußballspieler.
Bei der Copa América 2001 in seinem Heimatland Kolumbien errang er mit der kolumbianischen Auswahl den ersten internationalen Titelgewinn des Landes und wurde er mit sechs Toren Torschützenkönig des Turniers.

## Karriere

### Verein
Aristizábals Profikarriere startete 1990 bei Atlético Nacional in Kolumbien. Nach vier Jahren wechselte er das erste Mal ins Ausland und wurde 1994 für ein halbjähriges Gastspiel an den spanischen Traditionsklub FC Valencia ausgeliehen. Dort konnte er sich jedoch nicht durchsetzen und kehrte bald in die Copa Mustang zurück. Er blieb noch 2 weitere Spielzeiten bei Atlético Nacional, mit denen er zweimal die Meisterschaft gewann.
Anschließend wechselte er für zwei Jahre nach Brasilien zu FC São Paulo. 1998 unterzeichnete er einen Vertrag beim Ligakonkurrenten FC Santos. Nachdem er dort nicht glücklich wurde, wechselte er bereits 1999 wieder in sein Heimatland zurück und heuerte beim Deportivo Cali an, konnte aber auch dort nicht überzeugen und entschied sich zum zweiten Mal nach Brasilien zu wechseln.
Sein neuer Arbeitgeber war im Jahre 2002 der EC Vitória. Aber auch diesem Klub blieb er nur ein Jahr treu und in den kommenden zwei Jahren wechselte er noch zweimal innerhalb der brasilianischen Liga: 2003 zu Cruzeiro Belo Horizonte und 2004 zu Coritiba FC.
Nach 3 Jahren Brasilien zog es Aristizábal wiederum nach Kolumbien; er unterschrieb bei seinen Heimatklub, dem Atlético Nacional, und konnte mit diesem das dritte Mal die Copa Mustang gewinnen. In seinem letzten Jahr für Nacional holte er seinen vierten Meistertitel. Nach Knieproblemen beendete er im November 2007 endgültig seine aktive Karriere.

### Nationalmannschaft
1992 spielte Aristizábal mit einer Olympiaauswahl bei der den Sommerspielen 1992. Dem Stürmer gelang mit seiner Mannschaft kein Sieg, so dass diese bereits nach der Vorrunde ausschied.
Zwischen 1993 und 2006 war Aristizábal ein Schlüsselspieler in der kolumbianischen Fußballnationalmannschaft. In dieser Zeit absolvierte er 66 Länderspiele und erzielte dabei 15 Tore. Sein erstes Turnier mit Kolumbien spielte er 1993, als er für die Copa América 1993 nominiert wurde. Dort erreichte man Rang drei im Turnier. Ein Jahr später stand der Stürmer im Kader der Kolumbianer zur Weltmeisterschaft 1994 in den USA, saß aber nur auf der Ersatzbank und reiste als Zuschauer mit. Bei der WM 1998 in Frankreich spielte er sich in die Startelf und wurde bei allen Spiele seines Teams eingesetzt, jedoch bei keinem über die volle Spielzeit. Bereits im Vorjahr war der Stürmer im Aufgebot von Trainer Hernán Darío Gómez bei der Copa América 1997.
Bei der Copa América 2001 in seinem Heimatland, konnte er mit der kolumbianischen Auswahl den ersten internationalen Titelgewinn feiern. Außerdem wurde er mit sechs Toren bester Torschütze des Turniers. Aristizábal wurden in den sechs Spielen seines Teams fünf Mal ausgewechselt und kam nur einmal über die vollen neunzig Minuten zum Einsatz. Beim 1:0-Finalsieg gegen Mexiko musste der Angreifer bereits zur 32. Minute gegen Jairo Castillo ausgewechselt werden. Als Copa-Sieger reiste man 2003 zum Confederations Cup. Dort zog Kolumbien ins Spiel um Platz drei ein, das es gegen die Türkei mit 1:2 verlor. Aristizábal verpasste keine Minute im Turnier, konnte jedoch keinen Treffer für sein Team verbuchen.
Als es zwischen Aristizábal und seinem Nationaltrainer Francisco Maturana während der Qualifikation zur Fußball-Weltmeisterschaft 2006 in Deutschland zum Streit kam, erklärte er seinen Rücktritt aus der Nationalmannschaft. Grund dafür war, dass Maturana den Stürmer gegen die brasilianische Fußballnationalmannschaft auf der Bank sitzen ließ.

### Abschied
Zum Abschiedsspiel für Aristizábal am 12. Juli 2008 im Estadio Atanasio Girardot in Medellín kamen mehr als 45.000 Zuschauer. Beim 2:2 zwischen der Nationalmannschaft und Atlético Nacional schoss Aristizábal zwei Tore. Unter anderem Carlos Valderrama, Enzo Francescoli, Álex Aguinaga, Iván Hurtado, René Higuita, Juan Pablo Ángel, Faryd Mondragón, Leonel Álvarez spielten und verabschiedeten Aristizábal.

## Erfolge

### Verein
- Copa Mustang-Gewinner (kolumbianische Meisterschaft) mit Atlético Nacional: 1991, 1994, 2005, 2007
- Copa Interamericana mit Atlético Nacional: 1990, 1995
- Campeonato Mineiro mit Cruzeiro Belo Horizonte: 2003
- Copa do Brasil (brasilianischer Pokal) mit Cruzeiro Belo Horizonte: 2003
- Campeonato Brasileiro de Futebol: 2003

### Nationalmannschaft
- 3. Platz bei der Copa América mit Kolumbien: 1993
- Copa-América-Gewinner mit Kolumbien: 2001

## Auszeichnungen
- Torschützenkönig bei der Copa América: 2001
- Torschützenkönig der kolumbianischen Liga: 2005

## Sonstiges
- Von seinem ehemaligen Trainer Francisco Maturana wurde Aristizábal als bester Fußballspieler ohne Ball auf der Welt bezeichnet.
- 2010, beim Abschiedsspiel von René Higuita, wurde Aristizábal in dessen Kader berufen. Neben ihm waren auch Akteure wie Carlos Valderrama, Faustino Asprilla, Leonel Alvarez, Óscar Córdoba und Mauricio Serna.[15]
- Mit insgesamt 15 Treffern für die Nationalmannschaft Kolumbiens liegt Aristizábal aktuell auf Rang vier in der Liste der besten Schützen der Landesauswahl. Nur Arnoldo Iguarán (25 Tore), Faustino Asprilla (20 Tore) und Freddy Rincón (17 Tore) sind besser. In der Liste der Spieler mit den meisten Einsätzen für Kolumbien ist der Angreifer nicht unter den ersten zehn.